# Васил Симов (волейболист)
Вижте пояснителната страница за други личности с името Васил Симов.
Васил Симов е български национален състезател по волейбол. Участник във финала на Световното първенство през 1970 г. в София с екипа на България – сребърен медал. Старши треньор на женския национален отбор – европейски шампион през 1981 г. в София. Европейски клубен шампион, като треньор на женския състав на ЦСКА. Състезател и треньор в италианското първенство.

### Състезателна кариера
Състезател на „Миньор“-Перник и „ЦСКА“, София. Дългогодишен национален състезател. Постигнал с националния отбор второ, четвърто, пето и седмо място на световните първенства.

### Треньор
Треньор на мъжкия национален отбор на България през 1982 г. в Аржентина, където се класират пети.
Треньор на женския национален отбор на България през 1978 – 1981 г. Ръководените от него състезателки постигат на олимпиадата в Москва бронзов медал, а на европейските първенства в София и Лион – златен и бронзов медал.

## Титли и награди
- Печели с отбора на ЦСКА София купата на европейските шампиони през 1969 година.
- Печели сребърен медал от Световното първенство в София през 1970 година.

## Интересни факти
На негово име е кръстена волейболната зала на ЦСКА.